# Sceiccato di Mawsata
Il Mawsata (in arabo: الموسطة Dhubī), o Stato Mawsata (in arabo: دولة الموسطة Dawlat Mawsaṭah), ufficialmente Sceiccato di Mawsata, fu un piccolo stato del Protettorato di Aden. Mawsata era situato nella parte occidentale e sud-occidentale del Sultanato di Yafa Superiore ed era il più popoloso dei cinque sceiccati che lo costituivano. La montagna principale della zona è Jabal Darfan. Il suo ultimo sceicco fu deposto nel 1967 alla fondazione della Repubblica Democratica Popolare dello Yemen. La zona è ora parte dello Yemen.

## Storia
Il Mawsata venne istituito nel 1780. A causa di dissensi familiari, nel 1860 la famiglia regnante fu divisa in due linee. Intorno al 1904 lo Stato divenne un protettorato britannico.

## Elenco degli sceicchi
I regnanti portavano il titolo di Naqib.
- al-Qasim Al Harhara (1780 - 1810)
- `Ali ibn al-Qasim Al Harhara (1810 - 1840)
- `Askar ibn `Ali Al Harhara (1840 - 1860)

### Linea 1
- `Ali ibn `Askar Al Harhara (1860 - 1907)
- Naji ibn `Ali ibn `Askar Al Harhara (1907 - 1940)
- Ahmad ibn Abi Bakr ibn `Ali Al Harhara (1940 - gennaio 1963)
- `Aydarus ibn Ahmad Al Harhara (febbraio 1963 - giugno 1967)

### Linea 2
- Muhsin ibn `Askar Al Harhara (1860 - 1920)
- Muhammad ibn Muhsin ibn `Askar Al Harhara (1920 - 1946)
- al-Husayn ibn Salih ibn Muhsin Al Harhara (1946 - 1959)
- Salih ibn al-Husayn ibn Salih Al Harhara (1959 - giugno 1967)